# Pematang Reba
Pematang Reba is een bestuurslaag in het regentschap Indragiri Hulu van de provincie Riau, Indonesië. Pematang Reba telt 9700 inwoners (volkstelling 2010).